# Бастер Моттрам
Бастер Моттрам (англ. Buster Mottram; нар. 25 квітня 1955) — колишній британський тенісист.
Найвищу одиночну позицію світового рейтингу — 15 місце досяг 7 лютого 1983, парну — 164 місце — 3 січня 1983 року.
Здобув 2 одиночні та 5 парних титулів.
Найвищим досягненням на турнірах Великого шолома було 4 коло в одиночному розряді.

## Фінали

### Одиночний розряд (2–5)
| Результат | W-L | Дата     | Турнір                    | Покриття  | Суперник       | Рахунок                           |
| --------- | --- | -------- | ------------------------- | --------- | -------------- | --------------------------------- |
| Перемога  | 1–0 | Кві 1975 | Йоганнесбург, ПАР         | Тверде    | Том Оккер      | 6–4, 6–2                          |
| Перемога  | 2–0 | Кві 1976 | Пальма, Майорка           | Ґрунт     | Кукі Дзюн      | 7–5, 6–3, 6–3                     |
| Поразка   | 2–1 | Лют 1977 | Дейтон, США               | Килим (i) | Джефф Боров'як | 3–6, 3–6                          |
| Поразка   | 2–2 | Кві 1977 | Мурсія, Іспанія           | Ґрунт     | Хосе Їгерас    | 4–6, 0–6, 3–6                     |
| Поразка   | 2–3 | Гру 1977 | Йоганесбурґ, ПАР          | Тверде    | Гільєрмо Вілас | 6–7(4–7), 3–6, 4–6                |
| Поразка   | 2–4 | Тра 1978 | Мюнхен, Західна Німеччина | Ґрунт     | Гільєрмо Вілас | 1–6, 3–6, 3–6                     |
| Поразка   | 2–5 | Лип 1982 | Гілверсум, Нідерланди     | Ґрунт     | Балаж Тароці   | 6–7(5–7), 7–6(7–3), 3–6, 6–7(5–7) |

### Парний розряд (5–6)
| Результат | W-L | Дата     | Турнір                      | Покриття  | Партнер           | Суперники                   | Рахунок       |
| --------- | --- | -------- | --------------------------- | --------- | ----------------- | --------------------------- | ------------- |
| Перемога  | 1–0 | Кві 1974 | Шарлотт, США                | Unknown   | Рауль Рамірес     | Овен Девідсон Джон Ньюкомб  | 6–3, 1–6, 6–3 |
| Перемога  | 2–0 | Лип 1977 | Кіцбюель, Австрія           | Ґрунт     | Роджер Тейлор     | Колін Даудесвелл Кріс Кехел | 7–6, 6–4      |
| Перемога  | 3–0 | Жов 1977 | Базель, Швейцарія           | Килим     | Марк Кокс         | Джон Фівер Джон Джеймс      | 7–5, 6–4, 6–3 |
| Поразка   | 3–1 | Жов 1978 | Відкритий чемпіонат Японії  | Ґрунт     | Желько Франулович | Росс Кейс Джефф Мастерз     | 2–6, 6–4, 1–6 |
| Поразка   | 3–2 | Лис 1979 | Йоганесбурґ, ПАР            | Тверде    | Майк Кейгілл      | Боб Г'юїтт Фрю Макміллан    | 6–1, 1–6, 4–6 |
| Поразка   | 3–3 | Лип 1980 | Гілверсум, Нідерланди       | Ґрунт     | Тоні Джаммалва    | Том Оккер Балаж Тароці      | 5–7, 3–6, 6–7 |
| Перемога  | 4–3 | Бер 1981 | Штутгарт, Західна Німеччина | Килим     | Нік Савіано       | Крейґ Едвардс Едді Едвардс  | 3–6, 6–1, 6–2 |
| Поразка   | 4–4 | Кві 1981 | Борнмут, Велика Британія    | Ґрунт     | Томаш Шмід        | Рікардо Кано Віктор Печчі   | 4–6, 6–3, 3–6 |
| Поразка   | 4–5 | Лют 1982 | Генуя, Італія               | Килим     | Майк Кейгілл      | Павел Сложил Томаш Шмід     | 7–6, 5–7, 3–6 |
| Перемога  | 5–5 | Кві 1982 | Борнмут, Велика Британія    | Ґрунт     | Пол Макнамі       | Анрі Леконт Іліє Настасе    | 3–6, 7–6, 6–3 |
| Поразка   | 5–6 | Жов 1982 | Амстердам, Нідерланди       | Килим (i) | Кевін Каррен      | Фріц Бунінг Томаш Шмід      | 6–4, 3–6, 0–6 |